# RAK Records
RAK Records is een Brits platenlabel dat in 1969 werd opgericht door producer, zanger en talent scout Mickie Most. Het label bracht muziek uit van bekende artiesten als Herman's Hermits, Suzi Quatro, Mud, Hot Chocolate, Smokie en Kim Wilde en was succesvol tussen 1970 en 1983. Hoewel de naam van het label vaak met hoofdletters wordt geschreven (RAK) is het geen afkorting, maar een bewerking van de Amerikaanse term rackjobbing, die de verkoop van platen op ongebruikelijke plekken (b.v. supermarkten of benzinestations) aanduidt.
Rak Records was aanvankelijk niet in Nederland vertegenwoordigd (de singles werden uitgebracht op EMI's Columbia label), maar in het voorjaar van 1974 werd het officieel door EMI geïntroduceerd. Dat gebeurde op een goed moment, want de groep Mud stond op dat moment met twee singles in de top 10 (Dyna-mite en Tiger feet), waarvan de eerste nog op Columbia was uitgebracht en de tweede op Rak.
Tussen 1974 en 1983 noteerde Rak vijftig Top 40-hits, waaronder vijf nummer 1-hits. In oktober 1983 was Tears on the telephone van Hot Chocolate de vijftigste en laatste hit van Rak Records in Nederland.
In Groot-Brittannië was Rak Records eveneens succesvol. Van de eerste officiële releases bereikten 48 de Britse top 50. Daarmee ondermijnde Most zijn eigen theorie dat je "succesvol bent als 6% van je releases een hit wordt".
In 1986 verkocht Mickie Most zijn label aan EMI Records, dat het twee jaar later opdoekte. EMI behield wel alle uitgaverechten. In 2014 werd Rak Records nieuw leven ingeblazen als The Rak Singles Club, waarbij artiesten een 7" vinyl single konden uitbrengen met op de A-kant een eigen nummer en op de B-kant een cover uit de Rak-catalogus. Echt succesvol was deze onderneming echter niet en hits werden er niet mee behaald.
Anno 2018 is Rak nog wel de naamgever van de RAK Studios en van de muziekuitgeverij Rak Publishing, beide gevestigd in een pand in de Londense wijk St John's Wood.

## Artiesten op het label (met Top 40-hit in Nederland)
- Exile
- Harpo
- Hot Chocolate
- Mud
- Chris Norman
- Cozy Powell
- Suzi Quatro
- Racey
- Smokie
- Kim Wilde